# Saurauia monadelpha
Saurauia monadelpha är en tvåhjärtbladig växtart som beskrevs av Rudolph Herman Scheffer. Saurauia monadelpha ingår i släktet Saurauia och familjen Actinidiaceae. Inga underarter finns listade i Catalogue of Life.